# (200213) 1999 TH169
(200213) 1999 TH169 es un asteroide perteneciente al cinturón de asteroides descubierto por LINEAR descubierto el 10 de octubre de 1999 desde el Laboratorio Lincoln.

## Desginación y nombre
Designado provisionalmente como 1999 TH169.

## Características orbitales
1999 TH169 está situado a una distancia media de 2,647 ua, pudiendo alejarse un máximo 2,916 ua y acercarse un máximo de 2,738 ua. Tiene una excentricidad de 0,101.

## Características físicas
La magnitud absoluta de 1999 TH169 es 16,2.